# Geoffrey Wilkinson
Sir Geoffrey Wilkinson (Todmorden, 1921. július 14. – London, 1996. szeptember 26.) angol kémikus. 1973-ban kémiai Nobel-díjjal tüntették ki, Ernst Otto Fischerrel megosztva, „a fémorganikus vegyületek kémiájának területén végzett munkájukért”.

## Életrajza
1921. július 14-én született Springsideban, a nyugat-yorkshire-i Todmordenhez közeli faluban, a család három gyermeke közül a legidősebbként. Édesapja Henry Wilkinson. Az apja és apai nagypapája is szobafestők voltak. Édesanyja földművescsaládból származott, aki a helyi gyapotgyárban dolgozott.
A kémiával először az édesanyjának idősebbik bátyja révén ismerkedett meg egészen fiatal korában. A helyi önkormányzati általános iskolában tanult, és miután 1932-ben megyei ösztöndíjat nyert, a Todmordeni Gimnáziumba kezdett járni. 1939-ben királyi ösztöndíjat kapott az Imperial College of Science and Technologyra, ahol 1941-ben diplomázott.